# Алексеев, Андрей Анатольевич
Алексе́ев Андрей Анатольевич (род. 23 мая 1973, Витшток, Потсдам, ГДР) — российский лётчик пилотажной группы «Русские Витязи», ведущий группы, начальник 237-го гвардейского Проскуровского Краснознамённого орденов Кутузова и Александра Невского центра показа авиационной техники (ЦПАТ) имени И. Н. Кожедуба, гвардии полковник, Заслуженный военный лётчик Российской Федерации.

## Биография
Родился 23 мая 1973 года в городе Виттшток Германской Демократической Республики, где проходил военную службу лётчиком его отец.
С детства проявлял интерес к самолётам. Свой первый полёт совершил в девятом классе, в возрасте шестнадцати лет. В октябре 1995 окончил Качинское ВВАУЛ.
Проходил службу в качестве лётчика-инструктора в Борисоглебском центре переучивания лётного состава.
С 1998 года стал служить на Кубинской авиабазе. За время прохождения службы освоил самолёты Як-52, Л-39, Миг-29, Су-27, Су-30СМ, Су-35С, Су-57. Общий налёт составляет более 4200 часов.
До назначения  в 2017 году на должность начальника 237-го ЦПАТ имени И. Н. Кожедуба, являлся командиром авиационной группы высшего пилотажа «Русские Витязи».
Высшим пилотажем занимается с 2001 года. В основном составе группы «Русские Витязи» с 2003 года. Выполняет полёты на одиночный высший пилотаж, а так же в качестве ведущего, внешнего, внутреннего и хвостового ведомого. 
Награждён двумя орденами Мужества. Имеет классную квалификацию «Военный лётчик-снайпер» и «Заслуженный военный лётчик Российской Федерации».

## Семья, увлечения
Воспитывает сына и двух дочерей. Увлекается хоккеем, горнолыжным спортом и автомобилями.

## Награды и звания
- два ордена Мужества (2021, 2022);
- орден «За военные заслуги»;
- медаль Нестерова;
- медали «За отличие в военной службе» I, II и III степени;
- медаль «Участнику военной операции в Сирии»;
- медаль «За службу в воздушно-космических силах»;
- медаль «200 лет Министерству обороны»;
- медаль «100 лет Военно-воздушным силам»;
- медаль «За участие в военном параде в День Победы»;
- почётное звание «Заслуженный военный лётчик Российской Федерации»;
- классная квалификация «Военный лётчик-снайпер».

### Видео
- Андрей Алексеев. Интервью для OMEDIA Сургут
- Одиночный пилотаж ведущего АГВП "Русские Витязи" Алексеева А.А. на МВМС-2024
- Полет на доразведку погоды полковника Алексеева А.А.
- Одиночный высший пилотаж на Су-35С Алексеева А.А. Dubai Air Show
- Андрей Алексеев. Командир "Русских витязей": поначалу мне казалось, что я ошибся с профессией. Эфир от 05.04.2011 / Вести
- Андрей Алексеев. Эфир от 03.03.2016 / Стратегия
- Андрей Алексеев. Эфир от 15.08.2009 / Эхо Москвы
- Андрей Алексеев рассказал о Русских витязях / «Звезда»
- Русские Витязи. Андрей Алексеев. Russian Knights